# ナイオビ (防護巡洋艦)

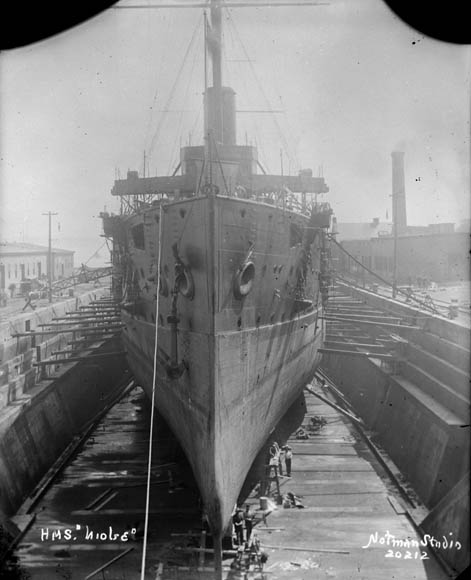
乾ドック内の「ナイオビ」。

ナイオビ (HMS Niobe) はイギリス海軍の防護巡洋艦。ダイアデム級。

## 艦歴
1898年の就役後にボーア戦争へ送られる兵士を乗せた輸送船団の護衛任務に就いた。1899年4月にHMSドリスと共に座礁していた客船「SS Ismore」から部隊を救出。この戦いでクルーは勲章を授与された。
1910年5月4日に発足されたカナダ海軍に8月4日にポーツマスにて最初の配備艦艇として防護巡洋艦「レインボウ」と共に引カナダ海軍に渡された。しかし、本艦は同年10月21日に座礁事故を起こし、修理に18カ月を要した上、修理後も速力低下を招いた。
第一次世界大戦勃発時にはドイツ東洋艦隊の捜索任務に従事し、イギリス艦隊第四巡洋艦戦隊の一員として北米から西インド諸島の海域を警備した。1915年にハリファックスに帰還してハルクとなった。
1917年12月に起きたハリファックス大爆発によって艦上に甚大な被害を受け、乗員に死傷者が出た。
このため1920年に本艦は除籍され、1922年にフィラデルフィアで解体処分にされた。

## 参考図書
- Conway All The World's Fightingships 1860-1905（Conway）
- Conway All The World's Fighting Ships 1906-1921（Conway）